# West Chatham
West Chatham – miejscowość spisowa (obszar niemunicypalny) w Stanach Zjednoczonych, w stanie Massachusetts, w hrabstwie Barnstable, na półwyspie Cape Cod.